# Vall-llobrega
Vall-llobrega és un municipi de la comarca del Baix Empordà, situat als contraforts més orientals del massís de les Gavarres i drenat per la riera de Vall-llobrega.

## Història
Vall-llobrega es va separar de Sant Joan de Palamós el 1799, cosa que va fer que esdevingués municipi constitucional en caure l'antic règim senyorial, el primer terç del Segle XIX.
El 1992, es localitzaren les restes d'una vil·la romana al paratge Vilarenys, a prop del polígon industrial del municipi, pels treballs duts a terme s'ha datat del segle i i va estar habitada fins al segle vi. S'han descobert forns i unes tombes així com restes de murs.

## Geografia
- Llista de topònims de Vall-llobrega (Orografia: muntanyes, serres, collades, indrets..; hidrografia: rius, fonts...; edificis: cases, masies, esglésies, etc).

Està situat als contraforts més orientals del massís de les Gavarres i drenat per la riera de Vall-llobrega, afluent de l'Aubi, al qual desemboca prop del Figuerar (Palamós). El punt més alt del municipi és Montagut amb 263 m d'altura.
Els límits del terme municipal són al nord amb Forallac i Mont-ras, a l'est amb Mont-ras i Palamós, al sud i a l'oest amb Palamós.

## Economia
És un poble eminentment agrícola, els seus conreus són de secà amb un petit sector dedicat al regadiu, amb ramaderia bovina, porcina i aviram. S'han desenvolupat activitats relacionades amb el turisme per la proximitat a la Costa Brava.

## Llocs d'interès
- Can Menció. Casal del segle xvii.
- Dolmen de Montagut
- Església parroquial de Sant Mateu de Vall-llobrega. Segle XVII amb campanar d'espadanya de dos arcs.
- Església vella de Sant Mateu. Romànic del segle xi.
- Olivera del Mas Genesta

## Demografia
| Entitat de població                 | Habitants (2023) |
| el Raval de Baix                    | 411              |
| Vall-llobrega                       | 260              |
| el Mas Falquet                      | 179              |
| Polígon industrial de Vall-llobrega | 58               |
| Font: Idescat                       |                  |

| 1497 | 1515 | 1553 | 1787 | 1887 | 1900 | 1920 | 1950 | 1970 | 2010 | 2024 |
| 17   | 15   | 43   | 242  | 234  | 254  | 224  | 175  | 211  | 866  | 906  |